# 23 septembre
23 août 23 octobre
Chronologies thématiques
- Croisades
- Ferroviaires
- Sports
- Disney
- Anarchisme
- Catholicisme

Abréviations / Voir aussi
- (° 1852) = né en 1852
- († 1885) = mort en 1885
- a.s. = calendrier julien
- n.s. = calendrier grégorien
- Calendrier
- Calendrier perpétuel
- Liste de calendriers
- Naissances du jour

Pour les articles homonymes, voir 23 septembre (homonymie).
Le 23 septembre est le 266e jour de l'année du calendrier grégorien, 267e lorsqu'elle est bissextile (il en reste ensuite 99).
C'est une date possible pour l'équinoxe d'automne marquant le début de l'automne dans l'hémisphère nord terrestre et celui du printemps dans l'hémisphère sud (par exemple en 2016).
C'est aussi généralement l'équivalent du 2 vendémiaire du calendrier républicain français, officiellement dénommé jour du safran.

## Événements

### Xesiècle
- 951 : proclamation d'Otton Ier du Saint-Empire comme roi des Lombards.

### XIVesiècle
- 1338 : bataille d'Arnemuiden (guerre de Cent Ans), victoire des Français.

### XVesiècle
- 1409 : victoire de la dynastie Yuan du Nord sur la dynastie Ming, à la bataille de Kherlen.
- 1459 : premier affrontement majeur entre la Maison de Lancastre et la Maison d'York, à la bataille de Blore Heath, pendant la guerre des Deux Roses.

### XVIesiècle
- 1568 : victoire espagnole, à la bataille de San Juan de Ulúa.

### XVIIIesiècle
- 1779 : victoire franco-américaine, à la bataille de Flamborough Head, pendant la guerre franco-anglaise de 1778-1783.
- 1788 : début de la guerre du théâtre, le Danemark envahit la Suède[2].

### XIXesiècle
- 1803 : victoire d'Arthur Wellesley sur l'Empire marathe, à la bataille d'Assaye, pendant la deuxième guerre anglo-marathe.
- 1862 : Bismarck devient chancelier de Prusse.
- 1868 : grito de Lares, rébellion contre l'Espagne, à Porto Rico.
- 1880 : entrée en fonction du Gouvernement Jules Ferry (1).

### XXesiècle
- 1905 : la Norvège et la Suède signent le « traité de Karlstad », rendant la dissolution de l'union entre les deux pays officielle.
- 1920 : Alexandre Millerand devient président de la République Française.
- 1943 : fondation de la République sociale italienne, par Benito Mussolini.
- 1973 : Juan Perón est de retour au pouvoir, en Argentine[3].
- 1992 : début du mandat de Lê Duc Anh comme président du Viêt Nam.

### XXIesiècle
- 2008 : fusillade de Kauhajoki.
- 2009 : l'Allemagne ratifie le traité européen de Lisbonne[4].
- 2014 : premières frappes de la coalition internationale contre l'organisation État islamique, en Syrie.
- 2017 : les élections législatives produisent un parlement sans majorité, en Nouvelle-Zélande.
- 2018 : aux Maldives, malgré la répression, le candidat d’opposition Ibrahim Solih  remporte  l’élection présidentielle.
- 2022 : début des référendums en Ukraine occupée, organisés par la Russie et controversés dans le contexte de guerre en cours[5].
- 2024 : début des bombardements israéliens au Liban qui font 492 morts dont 35 enfants, plus de 1 645 blessés et des déplacements massifs de population[6].

## Art, culture et religion
- 1122 : le concordat de Worms met fin à la querelle des Investitures.
- 1954 : à Paris, Georges Brassens se produit pour la toute première fois sur la scène de l'Olympia.
- 1984 : premières journées du patrimoine (« Portes ouvertes -gratuitement- dans les monuments historiques ») lancées par le ministre français de la Culture Jack Lang et qui deviendront européennes et étendues à au moins 50 pays à partir de 2010[7].

## Sciences et techniques
- 1846 : l'astronome allemand Johann Galle confirme l'existence de la planète Neptune.
- 1913 : l'aviateur Roland Garros réussit la première traversée aérienne sans escale de la Méditerranée, en 7 heures et 53 minutes.
- 1972 : lancement du satellite Explorer 47.
- 1998 : à Lyon, Clint Hallam, un Néo-Zélandais de 48 ans, se fait greffer une main droite par une équipe internationale composée des meilleurs spécialistes mondiaux de la microchirurgie (première médicale mondiale).[réf. nécessaire]
- 1999 : la sonde spatiale Mars Climate Orbiter est détruite, à cause d'une erreur de navigation pendant sa mise en orbite autour de Mars à basse altitude.
- 2000 : découverte de 8 nouveaux satellites de Saturne, par l'équipe de Brett J. Gladman, à savoir Ijiraq, Skathi, Erriapo, Siarnaq, Tarvos, Mundilfari, Suttingr, et Thrymr.
- 2002 : première compilation du navigateur Mozilla Firefox.

## Économie et société
- 1848 : l'homme d'affaires américain John B. Curtis fabrique et commercialise le premier chewing-gum (« pâte à mâcher »), à Bangor (Maine, États-Unis)[réf. nécessaire]
- 1889 : création de l'entreprise multinationale Nintendo, par le Nippon Fusajiro Yamauchi.
- 1895 : création du syndicat français de la Confédération générale du travail, à Limoges.
- 1967 : en France, les groupements d'intérêt économique (G.I.E.) sont institués par ordonnance.
- 1990 : la Suisse refuse l'abandon de l'énergie nucléaire, et vote un moratoire à la construction de nouvelles centrales.

## Naissances

### Iersiècleav. J.-C.
- -63 (selon l'actuel calendrier) : Caius Octave ou Octavien (ou Caius Octavius ou Octavianus), devenu (l') Auguste premier empereur romain, dit Augustus [etc.] en latin, régnant comme tel de -27 à sa mort le 19 août 14 de notre ère † chrétienne.

### XVesiècle
- 1491 : Jacques Cartier, navigateur malouin et français, (re)découvreur et explorateur de l'estuaire du fleuve Saint-Laurent au nord-est du Canada († 1er septembre 1557).

### XVIesiècle
- 1597 : Francesco Barberini, cardinal italien († 16 octobre 1679).

### XVIIIesiècle
- 1713 : Ferdinand VI, roi d'Espagne de 1746 à 1759 († 10 août 1759).
- 1728 : Carlo Allioni, botaniste et médecin piémontais († 30 juillet 1804).
- 1782 :
  - Jacques Féréol Mazas, violoniste français († 26 août 1849).
  - Maximilian zu Wied-Neuwied naturaliste, ethnologue et explorateur allemand († († 3 février 1867).
- 1791 : Johann Franz Encke, astronome allemand († 26 août 1865).
- 1799 : Charles Jean-Baptiste Amyot, entomologiste français († 13 octobre 1866).

### XIXesiècle
- 1814 : Henri de Castellane, homme politique français († 16 octobre 1847).
- 1861 : Robert Bosch, industriel allemand († 12 mars 1942).
- 1865 :
  - Pekka Halonen, peintre finlandais († 1er décembre 1933).
  - Suzanne Valadon, peintre française († 7 avril 1938).
- 1870 : Jacques Cariou, cavalier français, champion olympique en 1912 († 7 octobre 1931).
- 1874 : Francis Lane, athlète de sprint américain († 17 février 1927).
- 1880 : John Boyd Orr, physiologiste et nutritionniste écossais († 25 juin 1971).
- 1881 : Ronald Brebner, footballeur anglais († 14 novembre 1914).
- 1882 : Édouard Chichet, patron de presse français († 15 février 1946).
- 1885 : Robert Liottel, escrimeur français, champion olympique par équipe († 23 avril 1968).
- 1890 : Friedrich Paulus, général allemand († 1er février 1957).
- 1894 : Albert Lewin, cinéaste, scénariste et producteur américain († 9 mai 1968).
- 1897 :
  - Paul Delvaux, peintre belge († 20 juillet 1994).
  - Walter Pidgeon, acteur canadien († 25 septembre 1984).

### XXesiècle
- 1901 : Jaroslav Seifert, poète tchèque († 10 janvier 1986).
- 1903 : Gitanillo de Triana (Francisco Vega de los Reyes dit), matador espagnol († 14 août 1931).
- 1906 : Maurice Fombeure, écrivain et poète français († 1er janvier 1981).
- 1907 :
  - Albert Ammons, pianiste américain († 2 décembre 1949).
  - Dominique Aury/Pauline Réage (Anne Cécile Desclos dite), femme de lettres française († 27 avril 1998).
  - Phil Edwards, athlète canadien, quintuple médaillé olympique († 6 septembre 1971).
- 1911 : Frank E. Moss, homme politique américain († 29 janvier 2003).
- 1913 : Carl-Henning Pedersen, peintre danois († 20 février 2007).
- 1915 : Sergio Bertoni, footballeur puis entraîneur italien († 15 février 1995).
- 1916 : Aldo Moro, homme politique italien, président du Conseil des ministres par deux fois († 9 mai 1978).
- 1917 : 
  - « El Santo » (Rodolfo Guzmán Huerta dit), lutteur et acteur mexicain († 5 février 1984).
  - Imre Németh, athlète hongrois, champion olympique du lancer du marteau († 18 août 1989).
- 1918 : Salvatore Pappalardo, cardinal italien († 10 décembre 2006).
- 1919 : 
  - Pierre-Roland Giot, préhistorien français († 4 janvier 2002).
  - Renée Moreau, résistante française († 24 septembre 2021).
- 1920 : Mickey Rooney (Joseph Yule Jr dit), acteur américain († 6 avril 2014).
- 1921 : Pierre Cabanne, journaliste français († 23 janvier 2007).
- 1922 : 
  - Louise Latham, actrice américaine († 12 février 2018).
  - Michel Noël, acteur et chanteur québécois († 22 juin 1993).
- 1924 : Jean Piat, acteur et écrivain français († 18 septembre 2018).
- 1925 :
  - Françoise Bertin, actrice française († 26 octobre 2014).
  - Eleonora Rossi Drago (Palmira Omiccioli dite), actrice italienne († 2 décembre 2007).
  - Jean-Charles Tacchella, cinéaste français.
- 1926 : John Coltrane, saxophoniste de jazz américain († 17 juillet 1967).
- 1928 : Michel Gaudry, contrebassiste de jazz français († 29 mai 2019).
- 1929 : Sándor Kocsis, footballeur hongrois († 22 juillet 1979).
- 1930 : 
  - Colin Blakely, acteur britannique († 7 mai 1987).
  - Ray Charles (Ray Charles Robinson dit), chanteur et pianiste de jazz américain († 10 juin 2004).
- 1931 : Édouard J. Maunick, poète, écrivain, journaliste et diplomate mauricien († 10 avril 2021).
- 1934 : Franc Rodé, cardinal slovène.
- 1935 : 
  - Ronald Albert Ernest « Ron » Tindall, footballeur puis entraîneur anglais († 9 septembre 2012).
  - Margarita Nikolaeva, gymnaste ukrainienne, double championne olympique († 21 décembre 1993).
- 1936 :
  - George Eastham, footballeur puis entraîneur anglais champion du monde de football en 1966.
  - Eugène Saccomano, journaliste français († 7 octobre 2019).
- 1937 : Jacques Poulin, écrivain québécois.
- 1938 :
  - Maurice Dugowson, réalisateur, scénariste et dialoguiste français et picard († 11 novembre 1999).
  - Jean-Claude Mézières, auteur de bandes dessinées français († 23 janvier 2022).
  - Maria Perschy, actrice autrichienne († 3 décembre 2004).
  - Romy Schneider (Rosemarie Magdalena Albach dite), actrice française d'origine allemande († 29 mai 1982).
- 1943 : 
  - Tony Hymas (en), compositeur et pianiste anglais.
  - Julio Iglesias (Julio José Iglesias de la Cueva dit), joueur de football puis chanteur de charme espagnol.
  - Les frères Scott, jumeaux californiens cofondateurs du groupe musical de funk, soul et disco The Whispers.
- 1944 : 
  - Eric Bogle, chanteur australien d'origine écossaise.
  - Loren James Shriver, astronaute américain.
- 1946 : Bernard Maris, économiste et chroniqueur français († 7 janvier 2015).
- 1947 :
  - Jean-Luc Azoulay, producteur de télé français.
  - Christian Bordeleau, joueur de hockey sur glace québécois.
  - Jacques Garcia, architecte et décorateur français.
- 1949 : 
  - Melanie Smith, cavalière américaine championne olympique.
  - Bruce Springsteen, chanteur, compositeur et guitariste américain.
- 1950 : 
  - Alexandre Adler, journaliste et historien français.
  - Dietmar Lorenz, judoka est-allemand, champion olympique († 8 septembre 2021).
  - Patrick Simpson-Jones, ancien speaker et co-animateur français de télévision.
- 1951 : Jean-Daniel Flaysakier, médecin français et journaliste « santé-médecine » de télévision († 7 octobre 2021).
- 1952 : Guillaume Durand, journaliste et animateur français de télévision.
- 1953 : Youssef Amrani, diplomate et homme politique marocain.
- 1956 :
  - Lilli Carati (Ileana Caravati dite), actrice italienne († 20 octobre 2014).
  - Paolo Rossi, footballeur italien champion du monde en 1982 († 9 décembre 2020).
- 1957 : Emilia Contessa (Nur Indah Cintra Sukma Munsyi dite), actrice et chanteuse indonésienne.
- 1959 :
  - Jason Alexander, acteur américain.
  - Frank Le Gall, auteur français de bandes dessinées.
  - Didier Squiban, pianiste et compositeur français et breton.
- 1960 : Bertrand de Broc, navigateur français.
- 1961 :
  - William Cameron McCool, astronaute américain († 1er février 2003).
  - Elizabeth Peña, actrice américaine († 14 octobre 2014).
- 1963 :
  - Anne-Marie Cadieux, actrice québécoise.
  - Alexander « Alex » Proyas, réalisateur australien.
  - Michiru Yamane, compositrice de musique japonaise.
- 1964 : 
  - Bruno Solo (Bruno Lassalle dit), humoriste, animateur et acteur français.
  - Josefa Idem, kayakiste et femme politique italienne, championne olympique.
- 1965 : Mark Woodforde, joueur de tennis australien.
- 1967 : Yannick Haenel, écrivain français.
- 1968 : 
  - Emmanuel Tugny, écrivain et musicien français.
  - Michelle Thomas, actrice américaine.
  - DOA, écrivain français, auteur de romans policiers.
- 1969 :
  - Donald Audette, joueur de hockey sur glace québécois.
  - Patrick Fiori (Patrick Chouchayan dit), chanteur français et corse d'origine en partie arménienne.
  - Maxim Martin, humoriste québécois.
  - Michael Rich, coureur cycliste allemand, champion olympique.
- 1970 : Ani DiFranco, chanteuse américaine.
- 1972 : Sam Bettens, chanteur belge du groupe K's Choice.
- 1973 : Valentino Fois, cycliste sur route italien († 28 mars 2008).
- 1974 :
  - Cyril Hanouna, animateur de télévision et de radio français.
  - Matthew Moore « Matt » Hardy, lutteur américain.
  - Félix Mantilla, joueur de tennis espagnol.
  - Carles Marco, basketteur espagnol.
- 1975 : Laurent Batlles, footballeur français.
- 1976 : Éric Antoine, magicien, humoriste et animateur français.
- 1977 : 
  - Alexandre Missourkine (Александр Александрович Мисуркин), cosmonaute russe.
  - Amir Reza Salari, cinéaste iranien.
- 1978 : Ingrid Jacquemod, skieuse alpine française.
- 1979 :
  - Tyree Ricardo « Ricky » Davis, joueur de basket-ball américain.
  - Lote Tuqiri, joueur de rugby australien.
- 1980 :
  - Leonardo Morsut, volleyeur italien.
  - Dwight Thomas, athlète de sprint et de haies jamaïcain.
- 1981 :
  - Robert Doornbos, pilote automobile néerlandais.
  - Natalie Horler, chanteuse allemande du groupe Cascada.
- 1982 :
  - Eduardo Nascimento Costa, joueur de football international brésilien.
  - Shyla Stylez, actrice pornographique canadienne.
- 1983 : Joffrey Lupul, hockeyeur professionnel canadien.
- 1984 :
  - Matthew Ryan « Matt » Kemp, joueur de baseball américain.
  - Mark Madsen, lutteur danois.
  - Gareth Murray, basketteur écossais.
- 1985 : Camille Belhache, joueur de volley-ball français.
- 1987 : Ogooluwa Adegboye, basketteur nigérian naturalisé anglais.
- 1988 :
  - Juan Martín del Potro, joueur de tennis argentin.
  - Shanaze Reade, cycliste britannique.
  - Mathieu Sommet, vidéaste web français.
  - Yannick Weber, joueur de hockey sur glace suisse.
- 1989 : Brandon Jennings, joueur de basket-ball américain.
- 1991 :
  - Key (Kim Kibum dit), chanteur sud-coréen.
  - Melanie Oudin, joueuse de tennis américaine.
- 1992 : 
  - Xantal Giné, joueuse de hockey sur gazon espagnole.
  - Louis Laurent, judoka et samboïste français.
  - Oğuzhan Özyakup, joueur de football turc.
  - Ayonika Paul, tireuse sportive indienne.
- 1994 :
  - Jennifer Madu, athlète américano-nigériane.
  - Gift Motupa, footballeur nigérian.
  - Milène Wojciak, judokate et samboïste française.
- 1995 : Rikuto Hirose, footballeur japonais.
- 1996 :
  - Ingrid Landmark Tandrevold, biathlète norvégienne.

## Décès

### XIVesiècle
- 1319 : Henri de Wierzbno, évêque polonais (° inconnue).

### XVesiècle
- 1444 : Jean-François Gonzague, marquis de Mantoue (° 1395).
- 1461 : Charles d'Aragon, noble français, prince de Viane et roi de Navarre (° 29 mai 1421).

### XVIIesiècle
- 1666 : François Mansart, architecte français (° 21 janvier 1598).

### XVIIIesiècle
- 1738 : Hermann Boerhaave, médecin et botaniste néerlandais (° 31 décembre 1668).
- 1773 : Johan Ernst Gunnerus, homme d'Église et naturaliste norvégien (° 26 février 1718).

### XIXesiècle
- 1823 : Nicolas Coquiart, homme politique belge (° 11 octobre 1752).
- 1825 : Pedro Marieluz Garcés, prêtre catholique et martyr péruvien (° 1780).
- 1835 : Vincenzo Bellini, compositeur italien (° 3 novembre 1801).
- 1836 : Maria-Felicia García dite (la) Malibran, artiste lyrique française (mezzo-soprano) d'origine espagnole (° 24 mars 1808).
- 1850 : José Gervasio Artigas dit El Libertador, militaire uruguayen (° 19 juin 1764).
- 1851 : Émilie Gamelin, religieuse québécoise, fondatrice de la communauté des Sœurs de la Providence (° 19 février 1800).
- 1870 : Prosper Mérimée, écrivain français (° 28 septembre 1803).
- 1871 : Louis-Joseph Papineau, homme politique canadien (° 7 octobre 1786).
- 1877 : Urbain Le Verrier, mathématicien, astronome, météorologue et homme politique français (° 11 mars 1811).
- 1886 : Thomas Webster, peintre britannique (° 10 mars 1800).
- 1888 : François Achille Bazaine, maréchal français (° 13 février 1811).

### XXesiècle
- 1916 : Kiffin Rockwell, pilote américain pendant la Première Guerre mondiale (° 20 septembre 1892).
- 1918 : Matilde De Fassi, acrobate équestre italo-espagnole (° 13 février 1845).
- 1929 : Louis-Ernest Dubois, cardinal français (° 1er septembre 1856).
- 1932 : Jules Chéret, peintre et lithographe français (° 1er juin 1836).
- 1939 : Sigmund Freud, neuropsychiatre autrichien (° 6 mai 1856).
- 1958 : Jacob Nicol, homme politique et éditeur de journaux québécois (° 25 avril 1876).
- 1962 : Patrick Hamilton, dramaturge et romancier britannique (° 17 mars 1904).
- 1967 : Pierre Stenne, sculpteur français (° juillet 1893).
- 1968 :
  - Jules Fil, homme politique français (° 2 février 1899).
  - Padre Pio (Francesco Forgione dit), capucin et prêtre italien (° 25 mai 1887).
- 1970 : Bourvil (André Raimbourg dit), acteur français (° 27 juillet 1917).
- 1973 :
  - Alexander Sutherland Neill, pédagogue britannique, fondateur de l'école de Summerhill (° 17 octobre 1883).
  - Pablo Neruda (Ricardo Eliécer Neftalí Reyes Basoalto dit), poète, diplomate et journaliste chilien, prix Nobel de littérature en 1971 (° 12 juillet 1904).
- 1974 :
  - Clifford Charles « Cliff » Arquette, acteur et scénariste américain (° 28 décembre 1905).
  - Pierre Lepage, homme politique français (° 5 avril 1909).
- 1975 : Ian Hunter, acteur britannique (° 13 juin 1900).
- 1981 : Dan George (Geswanouth Slaholt dit), acteur canadien (° 24 juillet 1899).
- 1984 : Anatoli Novikov, compositeur soviétique (° 30 octobre 1896).
- 1987 :
  - Robert Louis « Bob » Fosse, réalisateur, chorégraphe et danseur américain (° 23 juin 1927).
  - Erland van Lidth de Jeude, acteur américain (° 3 juin 1953).
- 1992 : James Van Fleet, général américain (° 19 mars 1892).
- 1994 :
  - Robert Bloch, écrivain américain (° 5 avril 1917).
  - Madeleine Renaud, actrice française, épouse de Jean-Louis Barrault (° 21 février 1900).
- 1996 :
  - Fujiko F. Fujio, mangaka japonais (° 1er décembre 1933).
  - Károly Kárpáti, lutteur hongrois (° 2 juillet 1906).
- 1997 : Shirley Clarke, réalisatrice américaine (° 2 octobre 1919).
- 1998 : Héctor Vilches, footballeur uruguayen (° 14 février 1926).

### XXIesiècle
- 2002 : John Baptist Wu Cheng-Chung, cardinal chinois (° 26 mars 1925).
- 2004 :
  - André Hazes, chanteur néerlandais (° 30 juin 1951).
  - Yang Huanyi, dernière chinoise de la minorité Yao sachant écrire en nüshu (° 1906).
  - Raja Ramanna, physicien et homme politique indien (° 28 janvier 1925).
  - William Tulip « Billy » Reay, joueur et entraîneur canadien de hockey sur glace (° 21 août 1918).
- 2005 : Apolonio de Carvalho, homme politique brésilien (° 9 février 1912).
- 2006 : Malcolm Arnold, compositeur et chef d'orchestre britannique (° 21 octobre 1921).
- 2008 : Rudolf Illovszky, footballeur hongrois (° 21 février 1922).
- 2010 : Jorge Briceño Suárez, guérillero colombien (° 2 mai 1953).
- 2011 :
  - Marcel Boishardy, cycliste sur route (° 7 février 1945).
  - Hubert Constant, prélat catholique haïtien (° 18 septembre 1931).
- 2012 :
  - Pavel Gratchiov, militaire et homme politique soviétique puis russe (° 1er janvier 1948).
  - Corrie Sanders, boxeur sud-africain (° 7 janvier 1966).
  - Samuel « Sam » Sniderman, homme d’affaires canadien (Sam the Record Man) (° 15 juin 1920).
  - Jean Taittinger, homme politique et entrepreneur français (° 25 janvier 1923).
- 2013 :
  - Harry Goodwin, photographe britannique (° 21 juillet 1924).
  - Anthony Hawkins, acteur australien (° 30 septembre 1932).
  - John Hipwell, joueur de rugby à XV australien (° 24 janvier 1948).
  - Annette Kerr, actrice britannique (° 2 juillet 1920).
  - Christopher Koch, écrivain australien (° 16 juillet 1932).
  - Paul Kuhn, musicien, chanteur et pianiste de jazz allemand (° 12 mars 1928).
  - Trevor Lummis, historien, sociologue et auteur britannique (° 25 août 1930).
  - Vlatko Marković, footballeur et ensuite entraîneur yougoslave puis croate (° 1er janvier 1937).
  - Hugo Raes, écrivain et poète belge (° 26 mai 1929).
  - António Ramos Rosa, écrivain portugais (° 17 octobre 1924).
  - Stanisław Szozda, cycliste sur route polonais (° 25 septembre 1950).
- 2014 : Gilles Latulippe, acteur, humoriste et directeur de théâtre québécois (° 31 août 1937).
- 2015 :
  - Tor Arneberg, skipper norvégien (° 4 septembre 1928).
  - Jean-Marie Drot, écrivain et documentaliste français (° 2 mars 1929).
  - Dragan Holcer, footballeur yougoslave puis croate (° 19 janvier 1945).
  - Denis Sonet, prêtre catholique français (° ? 1926).
- 2016 :
  - Marcel Artelesa, footballeur international français (° 2 juillet 1938).
  - Yngve Brodd, footballeur puis entraîneur suédois (° 9 juin 1930).
  - Frances Dafoe, patineuse artistique canadienne (° 17 janvier 1929).
  - Michel Rousseau, cycliste sur piste français (° 5 février 1936).
  - Herman Joseph Sahadat Pandoyoputro, prélat catholique indonésien (° 23 avril 1939).
  - Andrzej Tarkowski, embryologiste polonais (° 4 mai 1933).
  - Joaquín Tejedor, footballeur espagnol (° 9 mars 1930).
- 2020 : 
  - Juliette Gréco, chanteuse et comédienne française (° 7 février 1927).
  - Pierre Troisgros, cuisinier français (° 3 septembre 1928).
- 2021 : 
  - Kjell Askildsen, Rachid Dali, Marcel Dorigny, Daniel Mio, Roberto Roena, Nino Vaccarella,
  - Jorge Urosa, cardinal vénézuélien, archevêque émérite de Caracas (° 1942).
- 2022 : Franciszek Pieczka, acteur de théâtre et de cinéma polonais (° 18 janvier 1928).
- 2023 : Edwin Nicholas Arnold, herpétologiste britannique (° 16 octobre 1940).
- 2024 :
  - Robert Aymar, physicien français (° 1936).
  - Daniel Barjolin, coureur cycliste français (° 27 avril 1938).
  - Vajira Chitrasena, danseuse traditionnelle, chorégraphe et enseignante srilankaise (° 15 mars 1932).
  - Giancarlo Crosta, rameur italien (° 7 août 1934).
  - Henri Guimbard, coureur cycliste français (° 28 juillet 1938).
  - Rupert Keegan, pilote automobile britannique (° 26 février 1955).
  - Hadelin de La Tour du Pin, diplomate français (° 26 août 1951).
  - Norbert Lohfink, prêtre jésuite et théologien catholique allemand (° 28 juillet 1928).
  - Asım Pars, basketteur bosnien puis turc (° 1er avril 1976).
  - Thadée Polak, footballeur français (° 2 juin 1932).

## Célébrations
- Nations unies : journée internationale des langues des signes (en) adoptée par l’ONU le 14 novembre 2017[8].
- Journée de la bisexualité, née de l’initiative de trois militants bisexuels américains en 1999[9].
- Journée de sensibilisation aux jambes sans repos[10],[11]

- Arabie saoudite : fête nationale commémorant l'unification du royaume en 1932 ci-avant.
- Pérou : día de la primavera, de la amistad y de la juventud ou « jour du printemps, de l'amitié et de la jeunesse »[12].
- Porto Rico : grito de Lares ou « révolte de Lares ».

- Église orthodoxe (chrétienne) : 
  - nouvel an dans plusieurs calendriers provinciaux ou locaux se référant à l'anniversaire de naissance du premier empereur romain Auguste ci-avant J.-C. ;
  - voire à la conception du futur saint Jean-(le)-Baptiste ou Baptiseur et Précurseur aux dates réelles plus incertaines (voir par exemple 24 juin grégorien).

### Saints des Églises chrétiennes

#### Saints catholiques et orthodoxes
Saints du jour, :
- Adamnan († 704), Abbé d'Iona.
- André de Syracuse († v. 881), Martyr.
- Constant d'Ancône (Ve siècle), sacristain de l'église Saint-Étienne d'Ancône.
- Libère († 366), Pape (36e) de 352 à 366.
- Lin († 76), deuxième pape. Vénéré à cette date jusqu'en 1969.
- Maugan (Ve siècle), évêque irlandais.
- Paxent et Albine († ), martyrs[15].
- Projet († v. 483), évêque d'Imola en Emilie.
- Sossus († 305), Diacre et martyr en Campanie.
- Thècle (Ier siècle), Vierge et martyre. Vénérée à cette date jusqu'en 1969.
- Xanthippe et Polyxène (Ier siècle), Disciples de Paul.
- Zacharie et Elisabeth (Ier siècle), Parents de saint Jean-Baptiste, fêtés le 5 novembre par les Églises orthodoxes.

#### Saints et bienheureux catholiques
- Ascension de Saint-Joseph Calasanz Lloret Marco († 1936), bienheureuse consacrée espagnole, Martyre lors de la guerre civile espagnole.
- Bernardine Marie Jablonska († 1940), vierge polonaise bienheureuse, fondatrice de congrégation.
- Christophe, Antoine et Jean (XVIe siècle), 3 jeunes adolescents, martyrs à Tlaxcala au Mexique[16].
- Émilie Tavernier-Gamelin († 1851), bienheureuse religieuse canadienne, fondatrice de congrégation.
- Francisco de Paula Victor († 1905), bienheureux prêtre brésilien.
- Guillaume Way († 1588), bienheureux prêtre anglais, martyr.
- Guy de Durnes († 1157), bienheureux moine cistercien, disciple de saint Bernard de Clairvaux
- Hélène Duglioli († 1520), bienheureuse laïque italienne[13].
- Joseph Stanek († 1944), bienheureux prêtre polonais, martyr.
- Marie de la Purification († 1936), bienheureuse consacrée espagnole, Martyre lors de la guerre civile espagnole.
- Marie-Josèphe del Rio Messa († 1936), bienheureuse consacrée espagnole, Martyre lors de la guerre civile espagnole.
- Pierre Acotanto († v. 1187), bienheureux moine italien.
- Pierre Henri Dorie († 1866), Prêtre français, martyr en Corée
- Pio de Pietrelcina († 1968), plus connu sous le nom de Padre Pio (décès ci-avant), capucin italien.
- Sophie Ximenez Ximenez († 1936), bienheureuse espagnole, Martyre lors de la guerre civile espagnole.
- Vincent Ballester Far († 1936), bienheureux prêtre espagnol, Martyr lors de la guerre civile espagnole.

#### Saints orthodoxes
- Innocent de Moscou († 1879), évêque apôtre de l'Amérique du Nord et de la Sibérie[14], aux dates éventuellement différentes dans les calendriers julien, orientaux.
- Jean de Konitsa († 1814), Martyr.
- Nicolas l'Epicier († 1672), Martyr.

### Prénoms du jour
Bonne fête aux Constant et ses variantes : Constan et Constans (Constance et Constantin fêté.e.s à part comme les 21 mai etc.).
Et aussi aux :
- Lin et sa variante italienne ou espagnole Lino (voir Angelino, Angiolino, Angelin etc.) ; leurs  formes féminines : Lina, Line, Linette, Lyne, Lynett(e) etc.
- Solen et ses variantes plus ou moins bretonnes aussi : Solena, Solène, Solenn, Solin, Soline, etc.

## Traditions et superstitions

### Dicton du jour
- « À la saint-Lin, fais rouir le lin. »[17]

### Astrologie
- Signe du zodiaque : premier jour du signe astrologique de la Balance.

## Toponymie
- Plusieurs voies, places, sites ou édifices de pays ou provinces francophones contiennent la date du jour dans leur nom sous différentes graphies possibles : voir Vingt-Trois-Septembre.

## Politique
- La Ligue communiste 23 Septembre est un parti communiste mexicain actif de 1973 à 1981.